# Константин Людсканов
Константин Александров Людсканов-Цанков е български офицер, дипломат и публицист.

## Биография
Роден е през 1885 г. в семейството на Александър Людсканов и Недялка Цанкова, дъщеря на Драган Цанков.
Офицер е от българската (1906 – 1915) и руската (1915 – 1919) армия.
След Първата световна война е дипломат в Белград (1920 – 1923). След това е инспектор ревизор при Главната дирекция на трудовата поземлена собственост (до 1929) и капитан в Главната дирекция на трудовите войски (1931 –1937).
Публицист. Автор на изследването „Немската и френската военни доктрини по опита на войната 1914 – 1918 г.“, в което има и мемоарни елементи. Документът е публикуван през 1938 г. с много малки промени под заглавие „Критически разбор на германското настъпление до река Марна: август–септември 1914 г.“.
В Българския исторически архив има негов личен архивен фонд.